# Philipp Dinkel
Philipp Dinkel (* 20. Dezember 1894 in Eschelbronn; † 13. August 1987 ebenda) war ein deutscher NS-Funktionär während der NS-Zeit. Nach Kriegsende war er Bürgermeister seiner Heimatgemeinde Eschelbronn.

## Leben
Dinkel war der Sohn eines Landwirts. Er besuchte die Mittelschule in Neckarbischofsheim sowie Sinsheim und absolvierte danach eine Banklehre. Er nahm als Kriegsfreiwilliger am Ersten Weltkrieg teil und geriet 1915 in französische Kriegsgefangenschaft, aus der er 1920 entlassen wurde. Im gleichen Jahr gründete er mit Freunden den Fußballclub Eschelbronn und wurde kurze Zeit später dessen Vorsitzender. Anschließend war er bis 1925 in Heidelberg als Bankbeamter beschäftigt und war danach arbeitslos. Ab diesem Zeitpunkt begann er sich nationalsozialistisch zu betätigen. Er trat 1925 in die SA ein und gehörte zu den Mitbegründern der NSDAP-Ortsgruppe in Heidelberg, sein Beitrittsdatum zur Partei ist der 23. November 1925 (Mitgliedsnummer 23.959). Von der SA wechselte er 1929 zur SS (SS-Nr. 1.869), bei der er im April 1941 bis zum SS-Sturmbannführer aufstieg. Ab 1930 war er in Heidelberg Stadtverordneter, ab 1933 Stadtrat und gehörte dem Verwaltungsrat der örtlichen Sparkasse und der Straßenbahnbetriebe an. Bei der Heidelberger Ortsgruppe der NSDAP wurde er 1930 Geschäftsführer und bekleidete dort ab 1931 die Funktion des Bezirks- und Kreispropagandaleiters.
Nach der Machtergreifung der Nationalsozialisten wurde Dinkel 1933 Kreisleiter in Heidelberg, war dies zeitweise auch kommissarisch Kreisleiter im Kreis Konstanz. Er folgte 1934 zudem Fritz Argus als Gauamtsleiter der Nationalsozialistischen Volkswohlfahrt (NSV) im Gau Baden nach und bekleidete diese Funktion bis 1945. Er kandidierte erfolglos zur Reichstagswahl 1938.
Nach dem Ende des Zweiten Weltkrieges befand er sich in alliierter Internierung. Nach seiner Entlassung war er als Buchhalter in einem Möbelunternehmen tätig. Dinkel wurde 1954 zum Bürgermeister von Eschelbronn gewählt. Im selben Jahr war er Initiator und Gründungsmitglied des örtlichen Heimat- und Verkehrsvereins.
1962 wurde Dinkel im Amt als Bürgermeister für den Zeitraum bis 1972 bestätigt, trat jedoch 1970 altersbedingt zurück.

## Privates
Dinkel war verheiratet mit Helene, geb. Spengler und hatte eine Tochter.

## Schriften
- Monatszeitschrift Ewiges Deutschland, 1939 (Februar-Ausgabe), „Darstellung über Nationalsozialistische Wohlfahrtsarbeit im Grenzgau Baden“ von Philipp Dinkel[13][14]